# U-368
Unterseeboot 368 foi um submarino alemão do Tipo VIIC, pertencente a Kriegsmarine que atuou durante a Segunda Guerra Mundial.

## Comandantes
| Comandante                | Data                                    |
| ------------------------- | --------------------------------------- |
| Oblt. Wolfgang Schäfer    | 7 de janeiro de 1944 - janeiro de 1945  |
| Oblt. Herbert Giesewetter | janeiro de 1945 - 27 de abril de 1945   |
| Oblt. Götz Roth           | 28 de abril de 1945 - 5 de maio de 1945 |

## Subordinação
Durante o seu tempo de serviço, esteve subordinado às seguintes flotilhas:
| Período                                        | Flotilha                                     |
| ---------------------------------------------- | -------------------------------------------- |
| 7 de janeiro de 1944 - 28 de fevereiro de 1945 | 2. Unterseebootsflottille (submarino escola) |
| 1 de março de 1945 - 5 de maio de 1945         | 31. Unterseebootsflottille (treinamento)     |